# 自由恋爱主义
自由恋爱主义（英語：Free love）是一场旨在接受所有形式的爱的社会运动。自由恋爱主义的最初目标是将国家与性相关事务（如婚姻、生育控制和通奸）分离开来。自由恋爱主义声称这些事务只与当事人（参与者）有关，与其他任何人皆无关。

## 人物
維多利亞伍德哈爾是美國自由戀愛的倡導者，是美國的政治人物，認為「國家無權干涉人們如何圍繞愛情和性生活的個人生活」，伍德哈爾認為戀愛、結婚、離婚皆是個人的自由，不該受到社會干涉或者政府干涉。伍德哈爾一生結過三次婚，在19世紀當時離婚的婦女被認為是醜聞，離婚的婦女受到社會汙名化和社會的排斥，伍德哈爾對婚姻和性的自由開放的觀點，被保守派人士認為是不貞潔的行為。伍德哈爾致力於積極爭取婦女的權利和戀愛自由。